# August-Exter-Straße 23

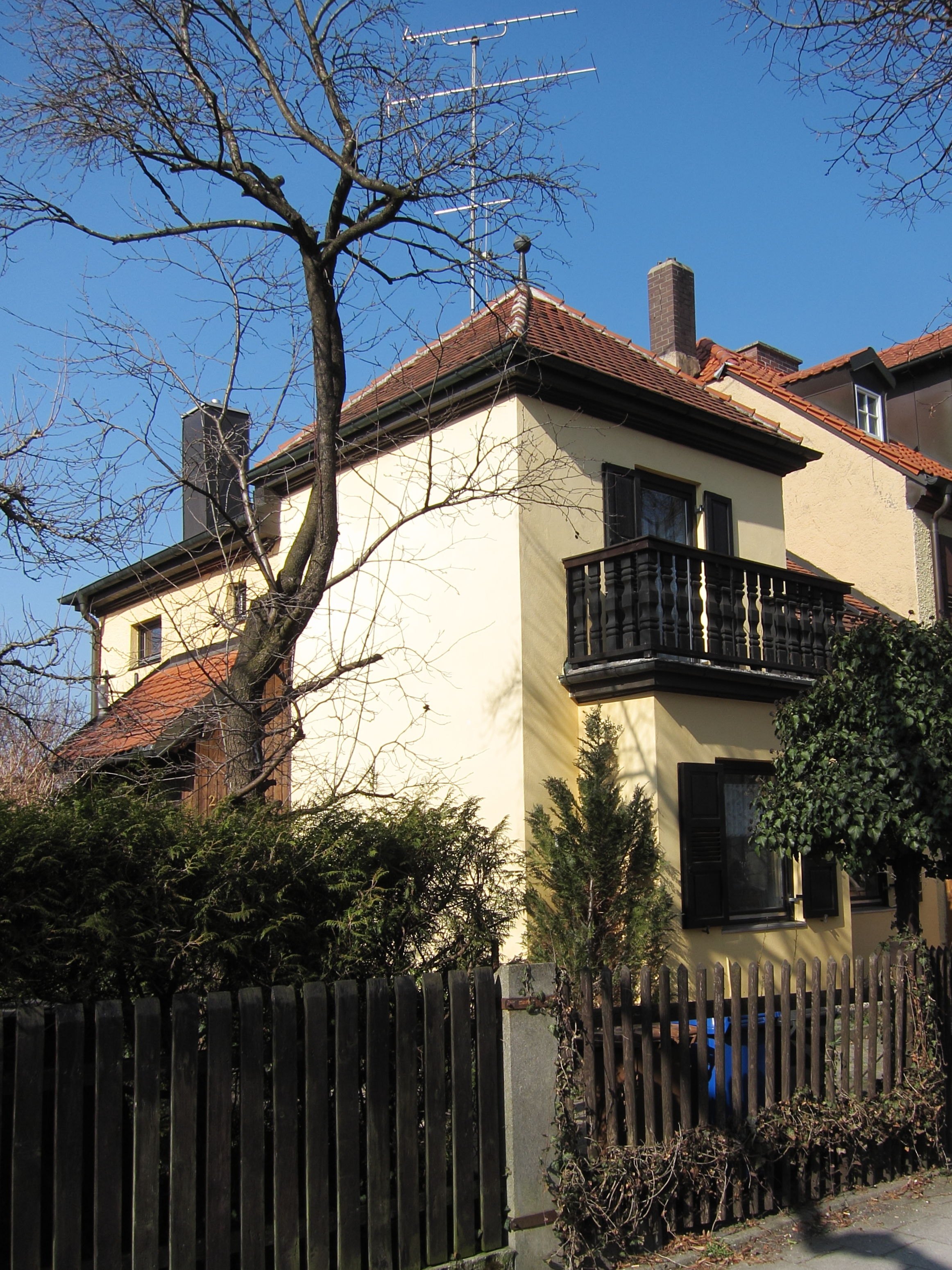
Haus August-Exter-Straße 23 im Stadtteil Pasing von München

Das Gebäude August-Exter-Straße 23 im Stadtteil Pasing der bayerischen Landeshauptstadt München wurde um 1895 errichtet. Die Villa in der August-Exter-Straße, die zur Erstbebauung der Villenkolonie Pasing I gehört, ist ein geschütztes Baudenkmal.
Das Haus wurde nach Plänen des Büros von August Exter erbaut. Die eingeschossige Kleinvilla mit fachwerkgeschmücktem Kniestock und Eckaufbau wird mit dem ungleichen Haus Nr. 25 zu einem Doppelhaus.